# Comité professionnel des stocks stratégiques pétroliers
Le Comité professionnel des stocks stratégiques pétroliers (CPSSP) est un comité professionnel  qui a, selon les termes de la loi 92-443 du 31 décembre 1992 portant réforme du régime pétrolier, pour mission exclusive de constituer et conserver des stocks de pétrole brut et de produits pétroliers.
Créé par décret du 29 janvier 1993 (codifié aux articles R 642-1 à R-642-10 et D-642-11 du code de l'énergie), il est administré par un conseil de 13 membres, dont neuf issus de la profession pétrolière et quatre sont des représentants de l'État. 
Après 30 ans d'existence du CPSSP, leur site web est toujours en construction. 
Il perçoit en échange de ses services de constitution de stocks une rémunération pour services rendus, versée par les opérateurs pétroliers soumis à une obligation de stockage stratégique. Le CPSSP constitue au choix des cotisants 56 % ou 90 % de leur obligation.
Pour l'exécution de sa mission, le CPSSP comptabilise :
- les mises à disposition de produits pétroliers qui lui sont faites par des opérateurs économiques ou des États membres de l'UE
- les stocks de la SAGESS (société anonyme de gestion de stocks de sécurité, société anonyme de droit privé sans contrôle ni de l'État ni du CPSSP) dans le cadre d'une convention commerciale de mandat (du 25 mars 1993).

La France doit s’assurer de disposer en permanence de plus de 90 jours d’importations nettes de pétrole brut et de produits pétroliers, soit un volume de stocks stratégiques équivalent à un pourcentage des mises à la consommation de l’année civile précédente (28,5 % au 1er juillet 2011 et 29.5% au 1er juillet 2012 dans le cadre de l'adoption par la France de la directive européenne sur les stocks stratégiques).  